# Mehdi Bennani

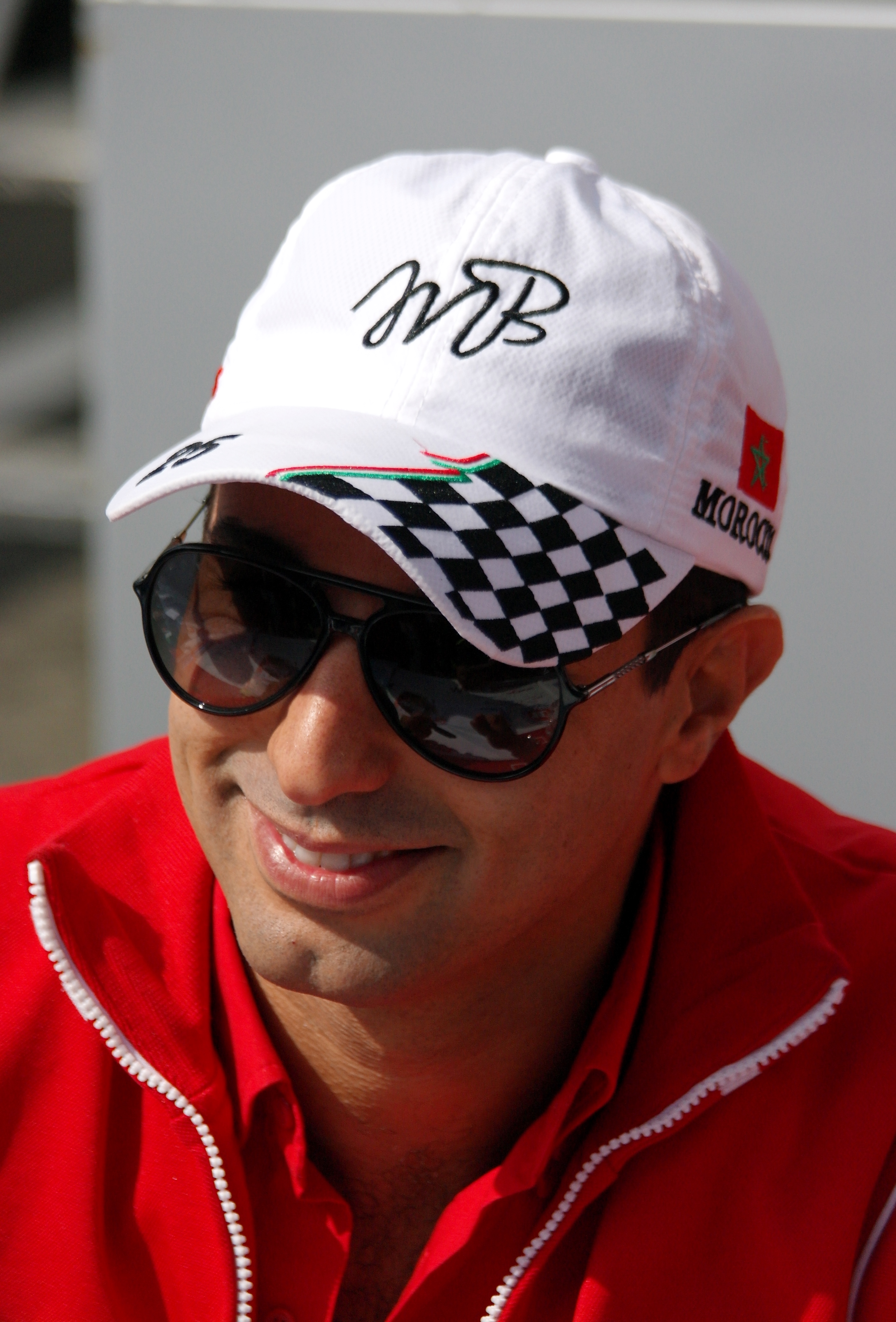
Bennani in 2014

Mehdi Bennani (Fez, 25 augustus 1983) is een Marokkaans autocoureur.

## Carrière

### Vroege carrière
Net als de meeste andere autocoureurs begon ook Bennani zijn carrière in het karting, waarbij hij het Marokkaanse kampioenschap in 2001 won. Hij finishte als tweede in het Europese Kartkampioenschap in de 100 ICA-klasse. Hij won ook de Marokkaanse Fiat Palio Trophy in 2001. Hij switchte naar de eenzitters en was tweede in de Formule BMW Azië in 2004. In 2005 ging hij in de Formule Renault 3.5 Series rijden voor het team Avalon Formula tegen bekende coureurs als Robert Kubica en Will Power. In 2006 nam hij hier ook in deel voor het team EuroInternational, maar scoorde in dit seizoen geen punten. In 2007 nam hij deel aan de Euroseries 3000 en behaalde als beste resultaat een vierde plaats. In 2008 reed hij in de Historische Grand Prix van Pau, waar hij als tweede finishte.

### World Touring Car Championship
In mei 2009 nam Bennani deel aan zijn thuisrace in het WTCC op het Marrakesh Street Circuit in een Seat Leon 2.0 TFSI voor het team Exagon Engineering. Hij werd hierbij gesteund door het OMNT, het toerismebureau van Marokko. Hij werd de eerste Noord-Afrikaan die deelnam aan het WTCC in het eerste bezoek van de serie in Afrika. Hij kwalificeerde zich als veertiende in de eerste race en finishte als negende, waardoor hij de winnaar was bij de independents. Hij finishte ook als negende in de tweede race en verraste in het weekend op de manier hoe hij mee kon doen met de ervaren WTCC-rijders. In 2009 nam hij ook deel aan vier andere ronden in het WTCC, ook voor Exagon. 
In 2010 rijdt Bennani opnieuw in het WTCC, nu in een BMW 320si voor het team Wiechers-Sport.